# Archel Evrard Biniakounou
Archel Evrard Biniakounou (* 4. April 1993) ist ein kongolesischer Leichtathlet, der sich auf den Weitsprung spezialisiert hat und aktuell Inhaber des Landesrekordes ist.

## Sportliche Laufbahn
Erste internationale Erfahrungen sammelte Archel Evrard Biniakounou 2012 bei den Juniorenweltmeisterschaften in Barcelona, bei denen er im 100-Meter-Lauf mit 11,49 s in der ersten Runde ausschied. 2018 belegte er bei den Afrikameisterschaften in Asaba mit einer Weite von 7,11 m  Rang 18 im Weitsprung. Im Jahr darauf nahm er erstmals an den Afrikaspielen in Rabat teil und erreichte dort mit 7,71 m im Finale den vierten Platz. Zuvor stellte er in der Qualifikation mit 7,95 m einen neuen Landesrekord auf. 2023 belegte er bei den Spielen der Frankophonie in Kinshasa mit 7,42 m den achten Platz und im Jahr darauf verpasste er bei den Afrikaspielen in Accra mit 6,65 m den Finaleinzug.